# Palacio de Hielo de Amberes
El Palacio de Hielo (en francés Palais de glace) era una pista de patinaje sobre hielo en la ciudad belga de Amberes. Durante los Juegos Olímpicos de 1920 las competiciones de patinaje artístico y de hockey sobre hielo tuvieron lugar en el este palacio; en 1923 fue la sede del Campeonato de Europa de Hockey sobre Hielo.

## Historia
El Palacio de Hielo de Amberes, situado en la calle Henri Van Heurckstraat (antes denominada Rue de la Santé), en las proximidades de los Jardines Botánicos, era originalmente una pista de patinaje sobre ruedas, el Skating du Cercle. La pista, con una superficie de 75 por 25 m, se inauguró en 1910 y fue diseñada por el ingeniero Walter Van Kuyck, hijo del concejal de Bellas Artes de Amberes Frans Van Kuyck; era utilizada principalmente por damas de la burguesía que acudían por la tarde a patinar y a comer tarta en las mesas que rodeaban la pista. A pesar de su éxito inicial, la empresa propietaria de la pista quebró. En 1913 se fundó una nueva empresa, la sociedad Palais de Glace, con el objetivo de transformar la pista de patinaje en una pista de hielo. Ese mismo año se inauguró la pista de hielo, con una longitud de 56 m y una anchura de 18. Siete años después, durante los Juegos Olímpicos de Verano de 1920, el Palacio de Hielo fue el escenario de las competiciones de patinaje artístico y de hockey sobre hielo; fue la primera vez que el hockey sobre hielo se incluyó en el programa olímpico. En 1923 la pista acogió los partidos del Campeonato de Europa de Hockey sobre Hielo.
Posteriormente el edificio se reconvirtió para destinarlo a usos comerciales y se utilizó, entre otras cosas, como garaje de Renault, como almacén de los vehículos de la Compañía de Taxis de Amberes y como aparcamiento de varias plantas con el nombre de Garage Leopold. A principios de 2016, el edificio fue demolido para la construcción de un edificio residencial. Con ello, desapareció uno de los últimos vestigios físicos del pasado olímpico de Amberes.